# Oleria similigena
Espèce
Oleria similigena est une espèce d'insectes lépidoptères, un papillon diurne de la famille des Nymphalidae (sous-famille des Danainae, tribu des Ithomiini, sous-tribu des Oleriina et genre Oleria).

## Dénomination
Oleria similigena a été décrit par Romualdo Ferreira d'Almeida (d) en 1962.

## Liste des sous-espèces
- Oleria similigena similigena ; présent au Brésil.
- Oleria similigena ssp. ; présent au Guyana.
- Oleria similigena ssp. (Kirby, 1878) ; présent au Brésil[1].

## Description
Oleria similigena est un papillon aux ailes transparentes à veines marron et bordure marron.

## Écologie et distribution
Oleria similigena est présent au Brésil et en Guyana.

### Protection
Pas de statut de protection particulier.